# Ювента (гандбольный клуб)
«Ювента» Михаловце (словац. IUVENTA Michalovce) — словацкая женская гандбольная команда из города Михаловце, шестикратный чемпион Словакии (2003, 2006, 2007, 2011, 2012, 2013) и четырекратный победитель Кубка Словакии (2002/03, 2007/08, 2010/11, 2012/13).
С сезона 2003/04 она регулярно участвует в европейских кубках. В истории этих участий она встретились два раза с российской командой «Динамо (Волгоград)». В обоих случаях в следующий этап проходила команда «Динамо»:
- 2006/07 — 2-й элиминационный круг Лиги чемпионов:
  - Ювента — Динамо 31:33 (14:16)
  - Динамо — Ювента 23:24 (12:12) — «Динамо» перешло в групповой этап Лиги чемпионов
- 2007/08 — 4-й круг Кубка ЕГФ
  - Динамо — Ювента 29:20 (13:12)
  - Ювента — Динамо 31:27 (16:15) — «Динамо» перешло в четвертьфинал Кубка ЕГФ